# Máskaformák
A máskaformák (Heteropterinae) a rovarok (Insecta) osztályában a lepkék (Lepidoptera) valódi lepkék (Glossata) alrendjéhez tartozó busalepkék családjának egyik alcsaládja.

## Rendszerezésük
Az alcsaládba az alábbi nemek tartoznak:
- Apostictopterus
- Argopteron
- Barca
- Butleria
- Carterocephalus
- Dalla
- Dardarina
- Freemania
- Freemaniana
- Heteropterus
- Hovala
- Lepella
- Leptalina
- Metisella
- Piruna
- Tsitana